# COVID-19
COVID-19 (et akronym for coronavirus disease 2019),
også kendt som 2019-nCoV acute respiratory disease (2019-nCoV ARD), og novel coronavirus pneumonia (NCP),
er en viral luftvejsinfektion forårsaget af SARS-CoV-2. Sygdommen blev første gang registreret i november eller december 2019 i den kinesiske millionby Wuhan. Statens Seruminstitut har samlet alle oplysninger i en portal.
Verdenssundhedsorganisationen (WHO) oplyste den 5. januar 2020 om et muligt udbrud af lungebetændelse med ukendt årsag i det centrale Kina. Udbruddet havde relation til et fiskemarked i den kinesiske millionby Wuhan i Hubei-provinsen. COVID-19 blev erklæret en global sundhedstrussel af WHO 30. januar 2020. Den 11. marts 2020 erklærede WHO COVID-19 for en pandemi.
Den 2. marts 2023 meddelte Sundhedsstyrelsen, at Covid-19 skal ikke længere være en "alment farlig sygdom" i Danmark. Ændringen gælder fra 1. april. Sundhedsstyrelsen kan ændre kategoriseringen tilbage hvis der for eksempel kommer ny meget sygdomsfremkaldende variant, som vacciner ikke kan forebygge.
Efter omkring 2½ år erklærede WHO truslen fra COVID-19 for ovre den 6. maj 2023. WHO i den forbindelse, at mindst 20 millioner mennesker havde mistet livet som følge af virus-sygdommen, hvilket var en markant opjustering af det hidtidige dødstal, der lød på knap syv millioner mennesker.

## Symptomer
COVID-19 resulterer i influenza-lignende symptomer, inklusive feber, hoste, åndenød, muskelsmerter og træthed. COVID-19 kan resultere i blodpropper - selv i unge mennesker, lungebetændelse, akut lungesvigt (ARDS), sepsis og septisk shock - og muligvis død.
Inkubationstiden er fundet til i middel at være 6,4 dage og 95% af tilfældene har inkubationstid mellem 2,1 dag til 11,1 dag.
I forhold til de to andre alvorlige coronavirus-sygdomme, er det længere end SARS og lidt længere end MERS.
Disse tal var fundet på baggrund af 88 personer i Kina der var uden for Hubei-provinsen.
En anden beregning på baggrund af 181 personer har fundet median-inkubationstiden til at være 5,1 dage.
Den individuelle variation synes at være så stor at 1% af infektionerne er 14 dage eller mere om at udvikle symptomer.
Sygdommens varighed fra begyndelse på symptomer til helbredelse kan være fra 12 til 32 dage.
Såkaldt viral shedding er set i en patient i op til 37 dage.

## Årsag
Årsagen til sygdommen er infektion med coronavirussen SARS-CoV-2.
Den spredes hovedsagligt fra person-til-person ved kontakt på under to meters afstand.
Smitten foregår først og fremmest som en dråbeinfektion og overføres når en smittet person taler, hoster eller nyser og luftbårne dråber herfra kommer ind i munden eller næsen på den usmittede person. Sygdommen er en zoonose og startede med overførsel af virus fra flagermus, formentlig via mellemværten skældyr og kan også overføres via andre dyr som f.eks. fra mink til mennesker.
Virus kan overleve på overflader i flere dage. På den måde kan man også smittes hvis man rører en overflade med virus og efterfølgende rører mund eller næse. Muligvis kan virussen også optages fra slimhinderne ved øjnene. Kontaktsmitte lader dog ikke til at være virussens primære smittevej.
Virussen SARS-CoV-2 er en såkaldt coronavirus, der er en stor familie af forskellige virustyper. Familien rummer blandt andet helt almindelig forkølelsesvirus, men de mere dødelige virus som SARS- og MERS tilhører også coronavirus-familien. SARS-CoV-2 er en slags fætter til SARS.
SARS-CoV-2 undergår til stadighed forandringer, men de forskellige variationer kan muligvis inddeles i en L-type og en S-type.
Smitte fra mor til foster sker muligvis ikke.

## Diagnose
Diagnose kan ske på en infektionsmedicinsk afdeling på et hospital ved podning med en vatpind og ved en sugeprøve fra luftvejene.
Prøverne sendes til undersøgelse og inden for 72 timer skulle svaret komme.
Personer mistænkt for virussen instrueres i ikke at møde fysisk op hos den praktiserende læge, akutmodtagelse eller hospital men i stedet kontakte lægen per telefon, der så træffer beslutning om henvisning til en infektionsmedicinsk afdeling.
Personer mistænkt bliver også instrueret i ikke selv at gå ind i hospitalet.
Personerne bliver hentet i ambulance, der skal desinficeres efter specielle regler.
I det først-rapporterede danske tilfælde kørte familien der skulle til test i bil og holdt på hospitalets parkeringsplads hvor beskyttet sundhedspersonale hentede dem.

## Forebyggelse
- Undgå kontakt med syge personer, specielt hostende og nysende personer.[36]
- Undgå steder hvor levende eller døde dyr håndteres.[36]
- Håndvaskning ofte og grundigt med vand og sæbe i mindst 20 sekunder.[36]
- Desinfektion med et alkohol-baseret desinfektionsmiddel før spisning, efter toiletbesøg og efter kontakt med dyr.[36]
- Undgå at røre øjne, næse og mund med uvaskede hænder.[36]
- Mundbind kan hjælpe med at undgå spredning.[37]
- Ansigtsmaske kan hjælpe med at undgå spredning fra sygdomsramte, men ansigtsmasker synes ikke at være så effektive til at beskytte personer der ikke er ramt.[36][37]
- Rengøring af overflader der røres ofte: bordplader, dørgreb, armaturer, toiletter, tastaturer, telefoner og tablets.[25][38]
- Vask vasketøj ved minimum 60 °C.[39]

Tiltagene har ifølge læger også reduceret visse andre sygdomme som influenza og forkølelse m.fl.
Ifølge de amerikanske sundhedsmyndigheder (CDC) er der kun en lille risiko, for at blive smittet via overflader. Den primære smittevej er via dråber mellem mennesker.
Statsministeren foretog samfundsmæssige ændringer 11. marts 2020 for at mindske smittespredning. Den 12. marts behandlede Folketinget "Hastelovsforlag L 133", som udløb automatisk 1. marts 2021. Folketinget vedtog 15. marts 2020 (sammen med lønmodtagerne og arbejdsgiverne) en milliard-stor hjælpepakke til erhvervslivet.
De første EU-godkendte COVID-19-vacciner var Pfizer/BioNTechs mRNA-vaccine den 21. december 2020 - og den 6. januar 2021 Modernas mRNA-vaccine.
Den første COVID-19-vaccine ankom til Danmark den 25. december 2020 om natten.
Vaccinekøen per januar 2021 kan ses i kilden.

### For højt prioriteret forebyggelse med håndsprit
20 danske eksperter slog fast i et indlæg i Ugeskrift for Læger, at SARS-CoV-2 er en luftbåren virus. Det betyder, at virussen smitter via mikroskopiske partikler i luften, som smittede ånder ud. Om COVID-19 er en luftbåren virus eller ej, var løbende genstand for diskussion siden den første patient blev smittet i 2019. Det nye paradigme betyder konkret, at de 20 eksperter opfordrer til øget opmærksomhed på luftkvaliteten inden døre i bekæmpelsen af COVID-19, i lighed med andre luftvejssygdomme som influenza. Rådet om flittig brug af håndsprit kom fra eksperter i landets øverste sundhedsmyndigheder, der fremhævede det, som et centralt skridt i at bremse COVID-19-smitte. Efterfølgende fortrød nogle af disse eksperter, at håndsprit blev prioriteret så højt.

## Behandling
Hvis man efter diagnose på et hospital er tilstrækkelig rask bliver man sendt hjem.
Er man ikke rask nok kan man blive på hospitalet hvor man eventuelt kan behandles med ilttilskud og i yderste tilfælde sættes i respiratorbehandling.

### Medicinsk behandling
Per medio 2021 har det antivirale middel redemsivir været anvendt i Danmark til patienter med svær COVID-19.
Dexamethasone har vist en effekt.
Ligeledes har tocilizumab.

## Prognose
Baseret på data fra kinesiske patienter indtil 11. februar 2020 der var bekræftede med SARS-CoV-2 er forholdet af milde tilfælde på 80,9%, mens letalitet (case fatality rate) på 2,3%.
Ældre har meget større dødelighed end yngre og mænd lidt større dødelighed end kvinder.
Kønsforskellen skal dog ses på baggrund af at der er betydelig forskel på kinesiske mænd og kvinders rygevaner.
Estimering af letalitet er dog baseret på personer der er COVID-19-bekræftet, og et skyggetal kan betyde, at tallet er lavere eller muligvis højere.
Under pandemien testede Island en forholdsvis stor del af deres befolkning,
og per ultimo april 2020 var der 1.797 positive test og 10 døde.
En dansk undersøgelse af bloddonorer estimerede infection fatality rate (IFR) til 0.089% blandt individer under 70 år.
I maj 2020 forventede Lægehåndbogen, at dødelighed for sygdomstilfælde ville ligge mellem 0,3 % og 1 %.
Andre medicinske tilstande der synes at have betydning for dødeligheden (case fatality rate) er blandt andet hjerte-kar-sygdomme og diabetes.
COVID-19-tilfælde kategoriseres i klasserne mild, alvorlig og kritisk.
Kinesiske data har vist andelene på henholdsvis 80.9%, 13.8% og 4.7%.
For de kritisk tilfælde er dødeligheden fundet til 49%.
Per marts 2020 er det uklart om en SARS-CoV-2-infektion skaber langtidsimmunitet hos dem der har være inficeret og kommet sig.
Geninfektion er almindelig blandt coronavirusser.
Der har været et japansk eksempel på geninfektion.
Flokimmunitet synes kun at kunne opnås ved vaccination.

## Epidemiologi
For sygdomme der ligner COVID-19 i symptombilledet, såsom influenza, ses en vis grad af sæsonvariabilitet.
Om COVID-19 også vil have en sæsonvariabilitet vides per marts 2020 ikke. Normalt dør 1.000-2.000 danskere om året af influenza.
Eksperter vurderer at epidemien kan blusse op igen når samfundsbegrænsningerne ophæves og folk igen får mere kontakt med hinanden.

## Forskning
Da COVID-19-virussen hører til Betacoronavirus, der også inkluderede virusserne for SARS og MERS, har det fået forskere til undersøge om lægemidler benyttet i forbindelse med SARS og MERS kunne have en effekt til COVID-19.
Et in vitro-studie undersøgte ribavirin, penciclovir, nitazoxanide, nafamostat, klorokin, remdesivir og favipiravir og fandt at remdesivir og klorokin var højst effektive til at kontrollere COVID-19-virussens infektion in vitro.
De positive in vitro-resultater har ført til forsøg i sygdomsramte mennesker, og
klorokinens mulige virkning bliver undersøgt i en række kinesiske kliniske forsøg.
Per 25. februar 2020 var der også et kliniske forsøg i gang med remdesivir fra virksomheden Gilead Sciences.
Resultater fra forsøget forventes i april 2020.
Derudover er en længere række af kliniske forsøg i gang for andre lægemidler.
Datasæt omkring diagnosticering af COVID-19 ud fra computertomografi af lungerne har ført til forskning omkring anvendelsen af deep learning.

### Vaccineforskning
Lige siden starten af pandemien har der været gjort et globalt omfattende forsknings- og udviklingsarbejde med vaccineudvikling. Eksempelvis blev positive resultater fra et klinisk forsøg med mRNA-vaccinen BNT162 fra BioNtec offentliggjort i november 2020; forsøget var da i fase 3 og nået cirka halvvejs i undersøgelsen, og 94 tilfælde af COVID-19 var da opstået blandt de over 40.000 forsøgspersoner og man ville fortsætte forsøget indtil 164 tilfælde var detekteret. I marts 2021 er der 90 kandidater til en vaccine og i forskellige lande er 12 vacciner allerede godkendt til vaccination mod CoViD-19 inkl. både mRNA-vacciner, vektor-vacciner, subunit-vacciner og inaktiverede vacciner.

### Forskning i oprindelse
I januar-februar 2021 var en ekspergruppe under WHO i Kina, for at forsøge at finde sygdommens oprindelse i byen Wuhan. Den mest sandsynlige konklusion er ifølge WHO, at coronavirussen stammer fra flagermus, og at den er overført til mennesker via et andet uidentificeret dyr, hvilket for eksempel kan være ræve, mink eller skældyr. Der er dog endnu ingen endelige konklusioner.
Smitten er angiveligt eksploderet på markedet i Wuhan, hvorfor det kan være interessant at undersøge, hvor de vilde dyr, der blev solgt på markedet, kom fra. Desuden hvilke jægere eller farme, der havde at gøre med dyrene, og hvordan de blev transporteret til markedet. Kina blev kritiseret for, at være usamarbejdsvilling i undersøgelser, herunder også en anden teori om, at der har været en lækage fra et laboratorie i Wuhan, hvorfra COVID-19-virus stammer. I begyndelsen af februar 2023 skrev det videnskabelige tidsskrift Nature, at den manglende samarbejdsvilje fra Kina havde fået WHO til helt at droppe planerne om at finde sygdommens oprindelse. Dette korrigerede WHO efterfølgende, det fortsat organisationens plan, at opklare COVID-19-virus' oprindelse. I marts måned fik internationale forskere adgang til resultater af flere end 1.000 prøver udtaget i januar 2020 fra Huanan Seafood Wholesale Market i Wuhan. Prøverne viste, at der befandt sig levende dyr, som kunne være bærere af COVID-19-smitte. En af dyrearterne var mårhund, der tidligere har været under mistanke for, at være det ukendte mellemværtsdyr, som har bragt den oprindelige flagermusesmitte videre til mennesker.
De amerikanske aviser The Wall Street Journal og New York Times nævnte tillige i slutningen af februar 2023 en klassificeret rapport fra det amerikanske energiministerium, at det højst sandsynligt var en læk fra et kinesisk laboratorium, som i slutningen af 2019 førte til udbruddet af COVID-19-pandemien. Udmeldingen var i kontrast til tidligere vurderinger fra ministeriet, der tidligere havde givet udtryk for, at det var uvist, hvordan virus opstod. New York Times tilføjede, at efterretningerne pegede i flere retninger om, hvordan pandemien begyndte. Ifølge FBI peger dets undersøgelser på, at et laboratorielæk er den mest sandsynlige forklaring på COVID-19-pandemien. I alt otte amerikanske regeringsinstitutioner undersøger pandemiens oprindelse, hvoraf fire peger i retning af, at pandemien er opstået på naturlig vis og to har ikke taget stilling. Ingen af dem er pr. 1. marts sikre i deres vurdering. Den amerikanske præsident, Joe Biden, underskrev et lovforslag den 20. marts, der skal sørge for, at offentligheden får så mange informationer om COVID-19s oprindelse fra den nationale efterretningstjeneste, som muligt.

## Spredning
I marts 2020, hvor mange lande indførte restriktioner af vidtgående karakter i forhold til borgernes bevægelsesfrihed, den internationale luftfart blev stort set indstillet og en række brancher med borgerkontakt måtte indstille aktiviteten, var det blandt forskere alment antaget, at virus spredte sig eksponentielt. Endvidere har WHO anbefalet, at landene så vidt muligt isolerer de syge for at undgå smittespredning. På denne baggrund kunne "knækket" på stigningen i antallet af rapporterede tilfælde forklares med myndighedernes indsats i de ramte lande. I april og maj viste flere af hinanden uafhængige analyser, at smitte primært udbredes af superspredere. Ca. 10% af de smittede bærer sygdommen videre til ca. 80% af den følgende smittekæde.

## Mutationer
I efteråret 2020 skete der en bekymrende udvikling i Danmark centreret i Nordjylland med smittespredning fra mink til mennesker. Her havde Statens Serum Institut identificeret en ny mutation i SARS-CoV-2 virus, benævnt Cluster 5, som viste en lavere effektivitet, fra de vacciner der var under udvikling.
Flere mutationer blev konstateret og navngivet i nyhedsmedierne efter det land, som mutationen først blev konstateret i, for eksempel den "britiske variant" (B.1.1.7) og senere blandt andre også en "sydafrikansk" (B.1.351), en "brasiliansk" og en "indisk" (B.1.617.2). Den Indiske regering beklagede i maj 2021, at mutationer fik landenavne. Den 31. maj besluttede WHO at mutationerne i stedet skulle benævnes med bogstaver fra det græske alfabet, således kom den "britiske variant" til af hedde "alpha", den "sydafrikanske variant" blev til "beta" og den "indiske variant" benævnt som "delta".
I slutningen af november 2021 konstateres endnu en ny variant i Sydafrika, B.1.1.529, som WHO navngav "Omicron" (på dansk omikron) efter det 15. bogstav i det græske alfabet. Omikron viste et højt antal af mutationer, hvoraf nogle var bekymrende. Indledende undersøgelser viste en forhøjet risiko for geninfektion ved denne variant.
I 2022 blev en ny kombinatiuonsvariant af Delta og Omikron, navngivet "Deltacron", opdaget på Filippinerne. Varianten forsvandt i en periode, men genopstod i sub-varianterne XBC, XAY, XBA og XAW. XBC-varianten havde flere end 130 mutationer. Deltacron er i stand til at angribe lungerne, ligesom Delta, og er lige så let overførbar som Omicron. Selv om der foreløbigt kun er få smittede (november 2022), holder forskere over hele verden nøje øje med en ny COVID-19-variant.
I januar 2023 blev en ny variant, XBB.1.5, dominerende i USA, hvor den på landsplan udgjorde 40 procent af alle registrerede tilfælde og idet nordøstlige USA 75 procent. XBB.1.5 har en mutation (F486P), der medfører, at antistoffer og vacciner ikke virker lige så effektivt som mod Omikron-varianten, hvorved flere fra allerede sårbare grupper rammes. Varianten blev navngivet Kraken efter den nordiske mytologi, hvor Kraken er et havuhyre med mange tentakler, der ødelagde hele skibe og slæbte sømænd i døden. Den første variant, som fik et øgenavn, var BA.2.75 i sommeren 2022, den blev døbt Centaurus fra den græske mytologi. BA.2.75 mutterede til BM.1.1.1, der sammen med BJ.1-varianten blev til XBB-varianten, opdaget i Indien i august 2022. I midten af februar blev XBB.1.5-Kraken den dominerende coronavariant i Danmark.